# Fassadalen

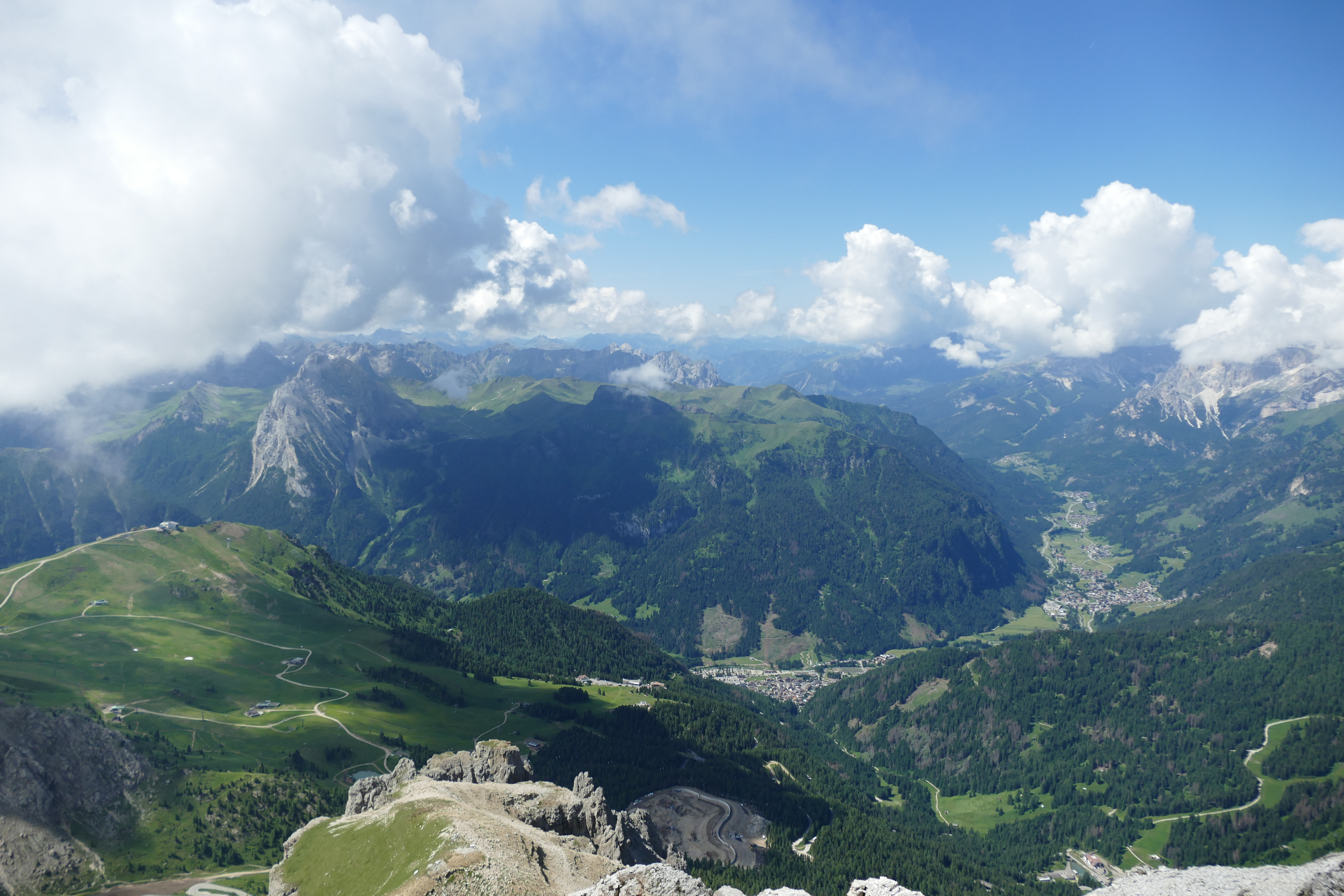
Övre delen av Fassadalen.

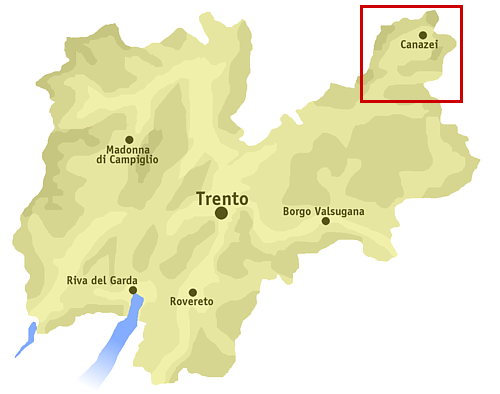
Fassadalens läge i Trentoprovinsen

Fassadalen (ladinska: Val de Fascia, italienska: Val di Fassa, tyska: Fassatal) är en dal i Dolomiterna i Trentoprovinsen i norra Italien. Den administrativa regionen kallas Region Comun General de Fascia. 
Här bor många ladiner.

## Dalens kommuner
Ladinskspråkigt namn inom parentes.
- Canazei (Cianacèi)
- Campitello (Ciampedèl)
- Mazzin (Mazin)
- Pozza di Fassa (Poza)
- Vigo di Fassa (Vich)
- Soraga (Sorega)
- Moena (Moéna)

### Fotnoter
1. ↑  ”Även tonåringar använder ladinska sinsemellan”. Sveriges Radio. 3 december 2013. Arkiverad från originalet den 14 februari 2014. https://archive.is/20140214115206/http://sverigesradio.se/sida/artikel.aspx?programid=1017&artikel=5721306=. Läst 14 februari 2014.